# Rodrigo Sorogoyen
Rodrigo Sorogoyen (Madri, Espanha, 16 de setembro de 1981) é um cineasta espanhol. Como reconhecimento, foi nomeado ao Óscar 2019 na categoria de Melhor Curta-metragem por Madre.